# 3-メチル-2-オキソブタン酸デヒドロゲナーゼ (2-メチルプロパノイル基転移)
3-メチル-2-オキソブタン酸デヒドロゲナーゼ (2-メチルプロパノイル基転移)（3-methyl-2-oxobutanoate dehydrogenase (2-methylpropanoyl-transferring)）は、次の化学反応を触媒する酸化還元酵素である。
3-メチル-2-オキソブタン酸 + [ジヒドロリポイルリシン残基(2-メチルプロパノイル)トランスフェラーゼ] リポイルリシン {\displaystyle \rightleftharpoons } [ジヒドロリポイルリシン残基 (2-メチルプロパノイル)トランスフェラーゼ]S-(2-メチルプロパノイル)ジヒドロリポイルリシン + CO2
反応式の通り、この酵素の基質は3-メチル-2-オキソブタン酸と[ジヒドロリポイルリシン残基(2-メチルプロパノイル)トランスフェラーゼ] リポイルリシン、生成物は [ジヒドロリポイルリシン残基 (2-メチルプロパノイル)トランスフェラーゼ]S-(2-メチルプロパノイル)ジヒドロリポイルリシンと二酸化炭素である。補因子としてチアミンピロリン酸を用いる。
組織名は「3-methyl-2-oxobutanoate:[dihydrolipoyllysine-residue (2-methylpropanoyl)transferase]-lipoyllysine 2-oxidoreductase (decarboxylating, acceptor-2-methylpropanoylating)」である。